# Дятлево
Дятлево (удм. Сизьгурт) — деревня в Алнашском районе Удмуртии России. Входит в Ромашкинское сельское поселение.
Население на 1 января 2008 года — 184 человека.

## География
Находится в 3 км к северо-востоку от села Алнаши и в 84 км к юго-западу от Ижевска.

## История
По итогам десятой ревизии 1859 года в 52 дворах казённой деревни Дятлево (Ключ Омча) Елабужского уезда Вятской губернии проживало 143 жителя мужского пола и 163 женского, работали мельница и почтовая станция. К 1897 году в деревне проживало 502 человека. На 1914 год жители деревни Дятлева (Сизьгурт, Ключ-Омча) числились прихожанами Свято-Троицкой церкви села Алнаши.
В 1921 году, в связи с образование Вотской автономной области, деревня передана в состав Можгинского уезда. В 1924 году при укрупнении сельсоветов она вошла в состав Алнашского сельсовета Алнашской волости. В 1929 году упраздняется уездно-волостное административное деление и деревня причислена к Алнашскому району.
В феврале 1930 года в деревне организована сельскохозяйственная артель (колхоз) «Выль Удмурт» (Новый Удмурт). Согласно уставу: «…В члены артели могли вступить все трудящиеся, достигшие 16-летнего возраста (за исключением кулаков и граждан, лишенных избирательных прав)…». В 1932 году в колхозе состояло 39 хозяйств с общим количеством населения 107 человек, в том числе трудоспособных 88 человека, имелись птицеводческая товарная ферма, ветряная мельница и крупорушка. В 1935 году в колхозе имелись 3 фермы: овцеводческая товарная ферма, птицеводческая товарная ферма и кролиководческая товарная ферма.
- Буранов Иосиф Митрофанович — кулак.
- Буранов Мартын Митрофанович (1872 г.р.) — кулак.
- Буранов Сергей Павлович (1896 г.р.) — кулак.
- Буранов Василий Мартынович — член семьи кулака.
- Буранова Пелагея Мартыновна — член семьи кулака.
- Буранова Варвара Сергеевна — член семьи кулака.
- Буранова Дарья Кузьмовна — член семьи кулака.
- Буранова Мария Ильинична — член семьи кулака.
- Буранова Мария Сергеевна — член семьи кулака.
- Буранов Козьма Мартынович — член семьи кулака.
- Буранов Лазарь — член семьи кулака.
- Буранов Николай — член семьи кулака.
- Буранов Петр — член семьи кулака.
- Буранова Устинья — член семьи кулака.
- Буранова Анастасия Ивановна (1893 г.р.) — член семьи кулака.
- Буранова Ольга Мартыновна (1928 г.р.) — член семьи кулака.
- Дюжиков Филипп Евстафьевич (1876 г.р.) — колхозник. Арестован 25 октября 1938 года. Приговор: 4 Года.
- Коновалов Иван Никитич (1901 г.р.) — кулак.
- Коновалова Пелагея Никифоровна (1897 г.р.) — член семьи кулака.
- Коновалова Любовь Ивановна (1922 г.р.) — член семьи кулака.
- Орлов Филипп Егорович (1901 г.р.) — кулак.
- Орлов Евсей Гаврилович (1906 г.р.) — колхозник. Арестован 22 ноября 1937 года. Приговор: 10 лет.

В ноябре 1950 года решением общего собрания колхозников деревня вошла в состав объединённого колхоза «имени Пушкина», с центральной усадьбой в деревне Старая Шудья. В 1958 году колхозы «имени Пушкина» и «имени Крупской», объединены в колхоз «Россия», который в 1963 году был переименован в колхоз «Правда», центральная усадьба колхоза по прежнему размещалась в деревне Старая Шудья.
В 1991 году Алнашский сельсовет разделён на Алнашский и Ромашкинский сельсоветы, деревня передана в состав нового сельсовета. 16 ноября 2004 года Ромашкинский сельсовет был преобразован в муниципальное образование «Ромашкинское» и наделён статусом сельского поселения.

## Население
| 2008 | 2010 | 2012 |
| ---- | ---- | ---- |
| 184  | ↘158 | ↘156 |

## Известные уроженцы, жители
- Шихарев, Семён Тарасович (1917—1992) — удмуртский писатель, журналист и прозаик.

## Инфраструктура
Личное подсобное хозяйство с зоной сельскохозяйственного использования, индивидуальная застройка усадебного типа.
Основа экономики — сельское хозяйство.
- Дятлевская начальная школа — 11 учеников в 2008 году[15]
- Дятлевский детский сад

## Транспорт
Деревня доступна автотранспортом.